# Rod Freeman
Rodney Lee Freeman, detto Rod (5 novembre 1950), è un ex cestista statunitense, professionista nella NBA.

## Carriera
Venne selezionato dai Philadelphia 76ers all'undicesimo giro del Draft NBA 1973 (166ª scelta assoluta).